# Elektroda.pl
elektroda.pl – polski wortal oraz forum poświęcone szeroko rozumianej elektronice. Założony w roku 1999 przez Kamila Gulczuka, początkowo funkcjonujący jako domowa strona związana z elektroniką zamieszczona na darmowych serwerach. Ostateczną formę portal osiągnął w roku 2001. Serwis był notowany w rankingu Alexa na miejscu 11 780 (świat), 137 (Polska).
Uruchomienie największego forum dyskusyjnego RTV Forum związanego z naprawą sprzętu radiowo-telewizyjnego, komputerów, GSM oraz AGD nastąpiło dnia 23 sierpnia 2001 roku w godzinach popołudniowych. Działalność wortalu była przez 7 lat sponsorowana przez firmę Plocman z Płocka. Wortal zawiera oprócz forum dyskusyjnego, liczną bazę schematów elektronicznych, bazę rozpoznanych usterek oraz najbardziej popularne programy serwisowe.
Na portalu zarejestrowanych jest ponad dwa miliony użytkowników, a baza forum zawiera około 13,7 miliona wiadomości. Portal udostępnia swoje zasoby innym użytkownikom w ramach systemu limitu punktowego, tzn. im więcej punktów dany użytkownik zdobędzie udzielając się na forum, tym większą ma możliwość pobierania dużych plików z bazy forum. Pozostałe pliki można pobierać dowolnie. Oprócz tego do dyspozycji odwiedzających istnieje archiwum i czytnik grup dyskusyjnych, baza zamienników elementów elektronicznych, instrukcje obsługi sprzętu, wsady pamięci oraz darmowy FTP do wymiany plików. Ważną część strony głównej wortalu stanowią własne konstrukcje prezentowane przez użytkowników, najczęściej całkowicie samodzielnie wykonane, a także konstrukcje elektroniczne z całego świata. Na wortalu można się zapoznać z nowinkami dotyczącymi świata nauki i techniki.
W ramach portalu funkcjonuje też międzynarodowy portal edaboard.com, w którym zarejestrowanych jest 531 tysięcy użytkowników, którzy napisali ponad 1,37 miliona postów w ponad 300 tysiącach wątków.
W 2008 roku prawa do serwisu nabyła spółka Oponeo.pl SA z Bydgoszczy.
W 2016 roku serwis został sprzedany Aspencore LLC.